# Кетрошень
Кетрошень (рум. Chetroșeni) — село у Гинчештському районі Молдови. Входить до складу комуни, адміністративним центром якої є село Мірешть.

## Населення
За даними перепису населення 2004 року у селі проживали 359 осіб.
Національний склад населення села:
| Національність | Кількість осіб | Відсоток |
| -------------- | -------------- | -------- |
| молдавани      | 350            | 97,5%    |
| українці       | 7              | 1,9%     |
| росіяни        | 2              | 0,6%     |
| Всього         | 359            | 100%     |